# ソーセージノキ
ソーセージノキ（学名：Kigelia africana、英名：sausage tree, cucumber tree）は、ノウゼンカズラ科に分類される樹木である。1属1種。エチオピア区の広範囲に分布し、エリトリア、チャド南部から南アフリカ北部、西はセネガルにまで及ぶ。

## 語源

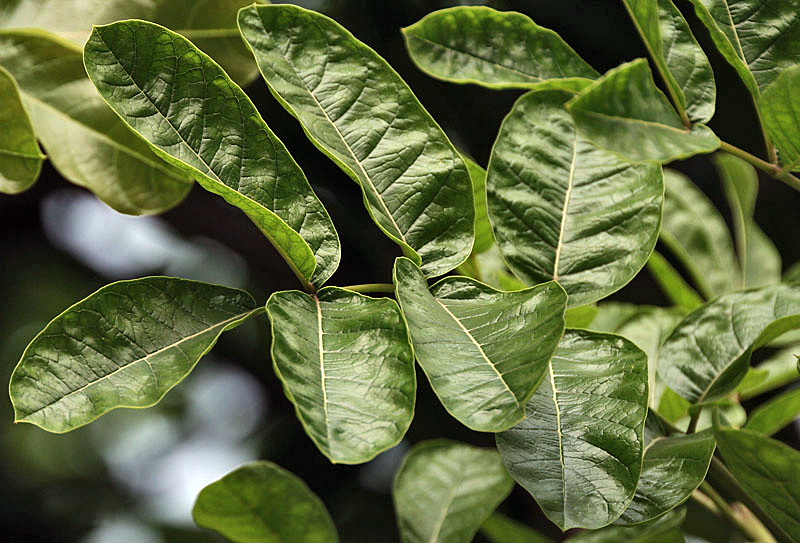
葉(インド、コルカタ)

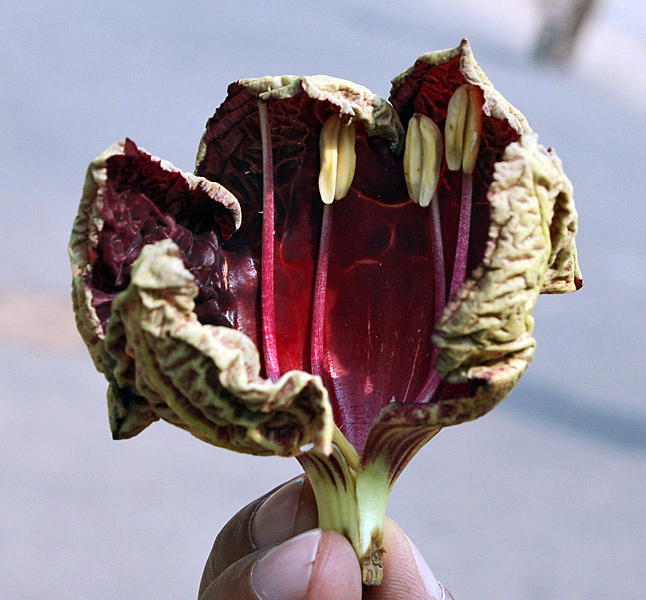
花(インド、コルカタ)

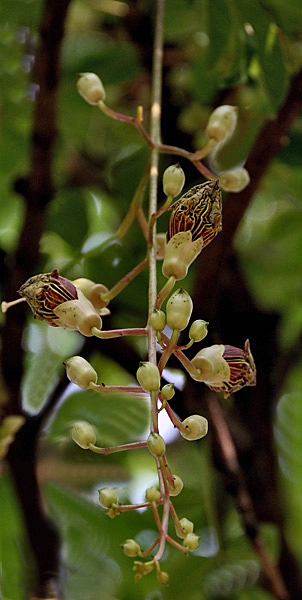
花柄(インド、コルカタ)

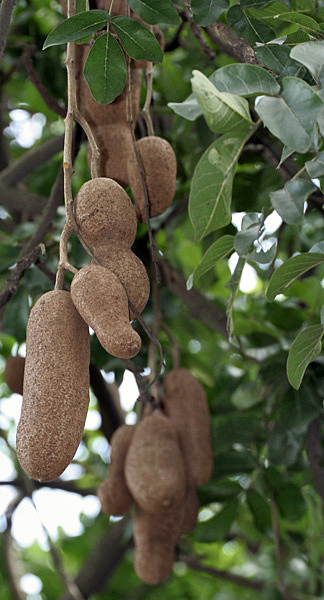
果実(インド、コルカタ)

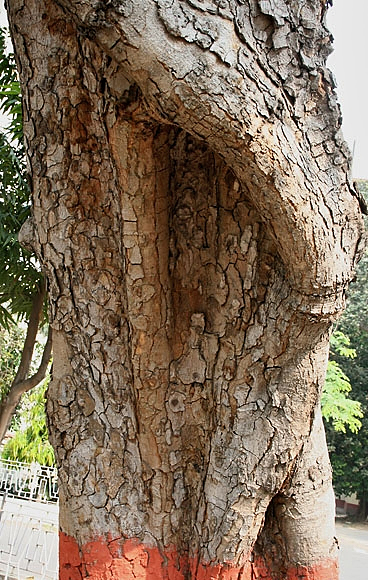
樹皮(インド、コルカタ)

属名Kigeliaはモザンビーク系の何らかのバントゥー語の kigeli-keia に由来する。ソーセージノキはソーセージに似た長い果実に由来し、アフリカーンス語の Worsboom も同じく「ソーセージの木」を意味する。アラビア語では "the father of kit bags" を意味する名が付けられている。

## 成長
木本であり、樹高20mになる。樹皮は灰色で滑らかだが、年と共に剥がれる。樹皮の厚さは15cmの枝で6mm程。材は薄茶かやや黄色を帯び、一様で割れにくい。
年中多雨の地域では常緑樹となるが、乾季のある地域では落葉性になる。葉は対性か三輪性で30-50cmの複葉である。小葉は6-10枚で長さ20cm、幅6cm程度。末端の小葉は存在することもしないこともある。花柄は2-6m、長く柔軟で枝から垂れ下がる。円錐花序で、花は直径10cm程、釣鐘型でカエンボクに似るが、暗色で蝋質である。個々の花は垂れ下がらず、水平に咲く。花に誘引される鳥もいるが、その際には小花柄が足場となる。受粉はコウモリに依存しており、夜間に最も香りが強くなる。
果実は木質の漿果で、長さ30-100cm、幅18cm、重量5-10kg。果肉はどろどろの繊維質で多くの種子を含む。果実はヒヒ・ヤブイノシシ・アフリカゾウ・キリン・カバ・サル・ヤマアラシなど様々な哺乳類の餌となり、種子は糞と共にばらまかれる。種はインコに、葉はゾウやクーズーに食べられる。移入先のオーストラリアでは、オウムの餌ともなる。

## 利用
アフリカでは薬用植物として利用される。また、ビールに似たアルコール飲料とすることも可能。新鮮な果実には毒性があり、強い瀉下薬であるため、乾燥、焙煎または発酵させて消費される。化粧品としても利用される。ボツワナでは木材をカヌー (makoro) の舵やオールとして利用する。
熱帯では花や果実を楽しむ園芸植物として栽培される。落下する果実が人や車に危害を及ぼすため、植える場所に気をつける必要がある。また、園芸学上では様々なシノニムが用いられることがあるが、植物学上では全て1種に属する。

### 薬用植物としての利用
ソーセージノキは様々な用途についての報告があるが、特に対象となる疾患が複数の地域にわたって共通している、もしくは複数の文献において言及が見られるものは以下の通りである。
| 疾患           | 国               | 民族あるいは地域                    | 使用部位         | 方法 | 出典および備考                                                                                                |
| -------------- | ---------------- | ----------------------------------- | ---------------- | --- | --- |
| 肝臓の病気     | ウガンダ         | ソ（So）                            | 樹皮             | 冷たい煎じ薬を長期にわたって服用 | Heine & König (1988)                                                                                          |
| 肝臓の病気     | トーゴ           | ?                                   | 幹樹皮           | 500グラム分を2リットルのお湯で煎じたものを1リットルに減らし、ビールグラス1/2杯分を朝に服用                                                               | Adjanohoun et al. (1986)                                                                                      |
| 赤痢           | ガーナ           | ?                                   | 樹皮             | ? | [ 13 ] |
| 赤痢           | カメルーン       | バクウェリ（Bakweri、Bakueri、Kpe） | 樹皮             | 煎じ薬を服用 | [ 12 ] |
| 赤痢           | ナイジェリア     | イボ                                | 樹皮             | ? | [ 12 ] |
| 赤痢           | ベナン           | ?                                   | 根もしくは幹樹皮 | ? | [ 12 ] |
| 赤痢           | ボツワナ         | カバンゴ（Kavango）                 | 樹皮             | 煎じ薬を1日に3回、スプーン2-3杯分服用 | [ 12 ] |
| 象皮病         | コートジボワール | ?                                   | 果実             | 煎じ薬 | 。Neuwinger (1996) は利用部位や処理方法については示していない代わりに、陰嚢にできたものに用いると記している。 |
| 梅毒           | ケニア           | ニエリ県のキクユ                    | 葉、樹皮、果実   | 煎じ薬 | [ 14 ] |
| 梅毒           | ザンビア         | ?                                   | 未熟な果実       | ? | [ 12 ] |
| 梅毒           | 中央アフリカ     | ?                                   | 未熟な果実       | 肌にあてる | [ 13 ] |
| 梅毒           | ナイジェリア     | ?                                   | 樹皮             | 石灰や粉と混ぜて調理 | [ 12 ] |
| 梅毒           | マラウイ         | チェワ                              | 根               | 他の植物の根とともに浸し、液を服用 | 。 |
| 梅毒           | マラウイ         | チェワ                              | 未熟な果実       | 摂取 | 。未熟な果実が有毒であるとされていることについても言及あり。                                                  |
| 腹痛           | ケニア           | サンブル                            | 樹皮か葉か根     | 煎じ薬を服用 | [ 12 ] |
| 腹痛           | タンザニア       | ?                                   | 幹樹皮           | 煎じ薬を服用 | [ 12 ] |
| 浮腫           | コートジボワール | ?                                   | 果実             | 煎じ薬 | [ 13 ] |
| 浮腫           | ベナン           | ?                                   | 幹樹皮           | マメ科の Aganope stuhlmannii（シノニム: Ostryoderris stuhlmannii）の幹樹皮と共に生石灰にし、粉砕したものを黒ヤギの脂肪少量と混ぜて水に浸した懸濁液を飲む | [ 12 ] |
| 麻疹（はしか） | ケニア           | ニエリ県のキクユ                    | 葉、樹皮、果実   | 煎じ薬 | [ 14 ] |
| 麻疹（はしか） | マラウイ         | チェワ                              | 果実             | 酒にして洗浄剤とする | [ 15 ] |
| リウマチ       | ガーナ           | ?                                   | 樹皮             | ? | [ 13 ] |
| リウマチ       | コートジボワール | ?                                   | ?                | ? | [ 12 ] |
| リウマチ       | コンゴ民主共和国 | キサンガニ地方                      | 幹樹皮           | 関節リウマチで痛む箇所を樹皮入りの水につからせる、または樹皮を粉にして摂取する                                                                           | [ 12 ] |
| リウマチ       | 中央アフリカ     | ?                                   | 未熟な果実       | 肌にあてる | [ 13 ] |
| リウマチ       | ナイジェリア     | ?                                   | 樹皮             | 石灰や粉と混ぜて調理 | [ 12 ] |
| リウマチ       | ベナン           | ?                                   | 果肉             | 煎じたものを塗る | [ 12 ] |
| リウマチ       | マラウイ         | チェワ                              | 未熟な果実       | 摂取 | 。未熟な果実が有毒であるとされていることについても言及あり。                                                  |
| 淋病           | ケニア           | ニエリ県のキクユ                    | 葉、樹皮、果実   | 煎じ薬 | [ 14 ] |
| 淋病           | ナイジェリア     | ?                                   | 樹皮             | 石灰や粉と混ぜて調理 | [ 12 ] |

また、女性の胸部に関連する用途も、以下のように複数の地域や民族において見られる。
| 目的                                   | 国                        | 民族あるいは地域                          | 使用部位   | 方法                             | 出典   |
| -------------------------------------- | ------------------------- | ----------------------------------------- | ---------- | -------------------------------- | ------ |
| 子の乳離れ後に胸を通常の状態に戻したい | シエラレオネ              | ?                                         | 樹皮       | 加熱                             | [ 13 ] |
| 乳の出をよくしたい                     | ザンビアもしくは アンゴラ | ザンベジ川西岸のルヴァレ（Luvale、Luena） | 果実       | 胸にこすりつける                 | [ 12 ] |
| 乳の出をよくしたい                     | ナイジェリア              | 北部のハウサ                              | 果実       | 煮沸して出た液体を飲ませる       | [ 12 ] |
| 乳の出をよくしたい                     | マラウイ                  | チェワ                                    | 果実       | 粉にする                         | [ 15 ] |
| 豊胸                                   | セネガル                  | ?                                         | 熟した果実 | お湯で煮たものを胸にこすりつける | [ 12 ] |
| 豊胸                                   | タンザニア                | サンバー（Sambaa）                        | 樹皮       | ?                                | [ 13 ] |

また、以下のように生殖に関連する用途も複数の地域において見られる。
| 目的             | 目的                                 | 国               | 民族あるいは地域  | 使用部位 | 方法 | 出典                     |
| ---------------- | ------------------------------------ | ---------------- | ----------------- | -------- | --- | ------------------------ |
| 陰茎の発達の促進 | 陰茎の発達の促進                     | マラウイ         | チェワ            | 果実     | 切って乾燥させたものをつき砕き、粉を水につける                                                                                                   | Malanga (1971)           |
| 陰茎の膨張       | 陰茎の膨張                           | 南アフリカ共和国 | ヴェンダ（Venda） | 果汁     | 局部の皮膚を傷付け、そこに揉みこむ | [ 12 ]                   |
| 不妊治療         | 女性の                               | トーゴ           | ?                 | 幹樹皮   | 500グラム分を2リットルのお湯で煎じ、1リットルに減らしたものを服用                                                                                | Adjanohoun et al. (1986) |
| 不妊治療         | 男性の                               | タンザニア       | ?                 | 樹皮     | 煎じ薬を服用 | [ 12 ]                   |
| 不妊治療         | 男性の                               | トーゴ           | ?                 | 幹樹皮   | 500グラム分を2リットルのお湯で煎じ、1リットルに減らしたものを服用                                                                                | Adjanohoun et al. (1986) |
| 不妊治療         | 原発不妊および続発不妊（性別は不明） | ベナン           | ?                 | 根       | マメモドキ科の Rourea coccinea（シノニム: Byrsocarpus coccineus）や ノウゼンカズラ科カエンボク属の Spathodea africana の根と共に煎じたものを服用 | [ 12 ]                   |
| 不妊治療         | 原発不妊および続発不妊（性別は不明） | ベナン           | ?                 | 幹の皮   | 200グラム分をギニアショウガ（Aframomum melegueta）の果実1個、ヒメコラノキ（Cola acuminata）の果実1個、および玉ねぎ1個と共に煎じたものを服用      | [ 12 ]                   |

以上のように、対象となる疾患あるいは利用目的が同一のものであっても、用いられる部位や処理方法、用法は地域や民族によって多種多様であることが窺える。

### アルコール飲料製造への利用
ケニアのキクユ人はソーセージノキの実を、サトウキビ酒を作る際の発酵のために用いる。サトウキビ酒はジョーヒ（キクユ語: njohi）あるいはソーセージノキを意味する語からとってムラチナと呼ばれる。ソーセージノキの実はまず天日干しの後2つに縦割りされて種が取り除かれ、煮沸される（あるいは焙られる）が、この際水は2-3回取り換えられる。果実は再び茶色になるまで天日干しされたのち、少量のサトウキビの搾り汁に漬けられて1日か2日暖かい場所で菌の培養がなされる。発酵した汁を捨て、実を再度天日干しにすれば、続けて酒造りに使うことができる状態となるが、発酵が終わった後にはその都度天日干しにしなければならない。生あるいは十分に乾燥していない状態の果実は下痢の原因となり得るため、こうしたものが混入した酒を飲んでしまった場合は下痢を起こす恐れがある。酒造りに使われる状態の実はケラーティナ（キクユ語: kĩratina）と呼ばれる。干した実は樽の底に小枝で固定され、サトウキビ汁が加えられて、2、3日の間暖かい場所で菌が培養される。サトウキビ汁は希釈されることが多く、発酵の温度は30-35℃である。微生物による発酵で生み出される熱は木の樽が保ち、また樽をほぼ満杯にすることで、発酵の過程で生じる二酸化炭素に覆われて無酸素状態が保たれる。味と気体の成熟具合を見て完成したと判断される。この発酵過程において、果実は風味づけや次いで起こる発酵のイノキュラム、つまり発酵を開始させるスターターとしての役割を果たしているものと考えられている。ムラチナは農園で働く男性の労働者に振る舞われ、男同士で一日の労をねぎらい合う宴会が行われることもしばしばであるが、女性や子供は飲むことを許されていない。

## 地方名
以下ではタンザニアやケニアにおいて通用するスワヒリ語および#利用節において言及のある民族の言語による呼称を掲載する。なおイボ語、サンブル語、ソ語、ハウサ語を除く残りの言語は、いずれもバントゥー語という大きな括りに区分されるものである。
- イボ語: uturukpa[21][22][12], amọ-ibi[注 5][22][注 6], itemi[22][12], iteni[21][22], izhi[21][22][注 7], umu-aji[21][22], uturu-bein[21][22][注 8], alambọrọgoda[22], alambọrọgọda[22][注 9], óké ọgírìsị́[22][注 10], oke ogisi[21], okpe sera[21], uturubein[22]
- ヴェンダ語: muvevha[22][12], mutshato[12]
- キクユ語: mũratina[16][14]
- サンバー語: melegea[12], mlegea[12]
- サンブル語: lmomoi[23][注 11], lumomwei[12]
- スワヒリ語: mwegea[24][21][22][12][注 12][25], mvungunya[21][22][12][注 13], mbungati[12][注 13][25], mranaa[21][12][注 13], mvungavunga[22][12][注 13], mvongonya[12][注 13][25], mwicha[21][22], mkungati[12][注 14], mnanaha[12][注 13], mnyegea[25], mranaha[12][注 13], murantina[12][注 14], mvungamvunga[12][注 14], mvungwa[22]
- ソ語: sedum[12], sedum-ot[12]
- チェワ語（ニャンジャ語）: mvunguti[15], mvungutwa[15], muvungula[12], mvungutsi[12], umvunguti[12]; chizutu[22], mvula[22]
- ハウサ語:（ナイジェリア）rahainaa[12][注 15], rawuya[22][12], hantsar giiwaa[21][注 16], noonon giiwaa[21][注 17], giiwaa[12], kiciiciyaa[22];（ニジェール）rahunia[22][12], taramniya[12]
- バクウェリ語（英語版）: bulule[12], bulue[22], wulule[22]
- （ム）ブクシュ語（英語版）（Mbukushu）[注 18]: mbungubungu[12]
- ルヴァレ語: muvunguvungu[12]

## 画像

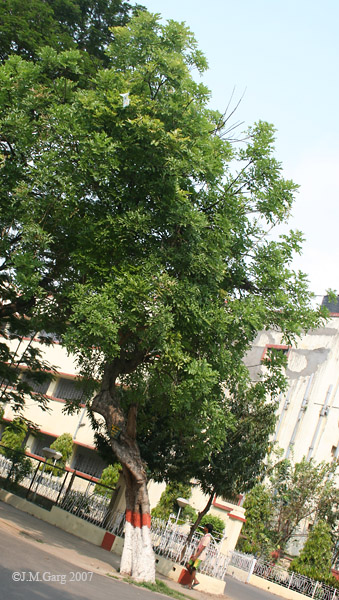
樹(インド、コルカタ)
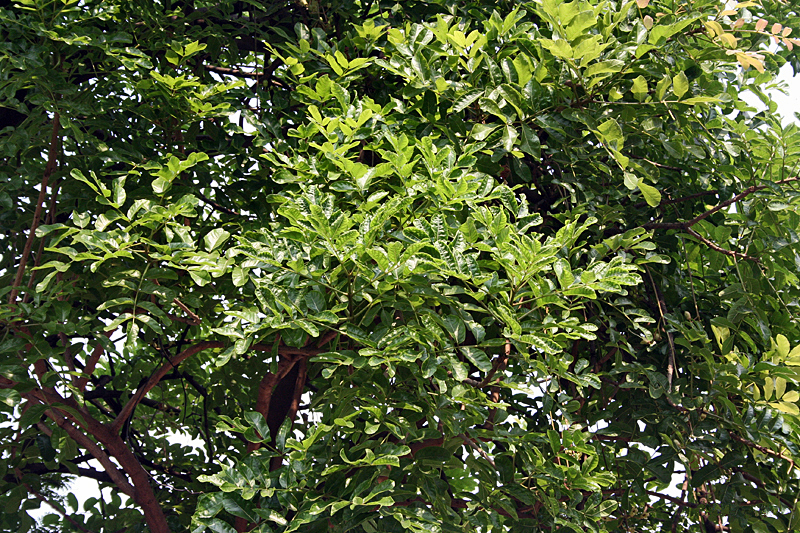
樹に付いた葉(インド、コルカタ)
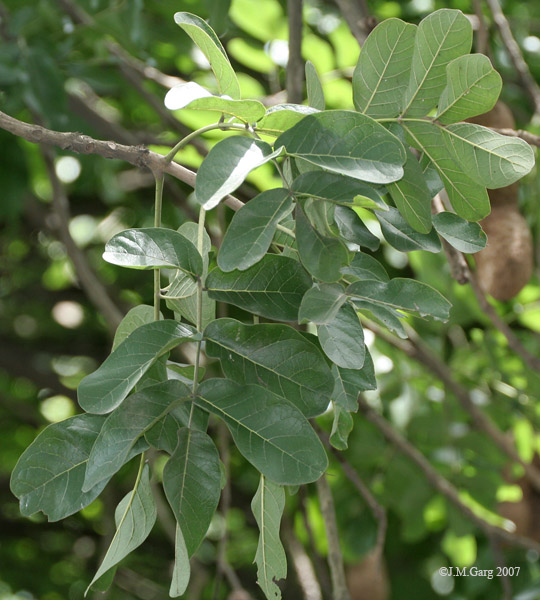
葉(インド、コルカタ)
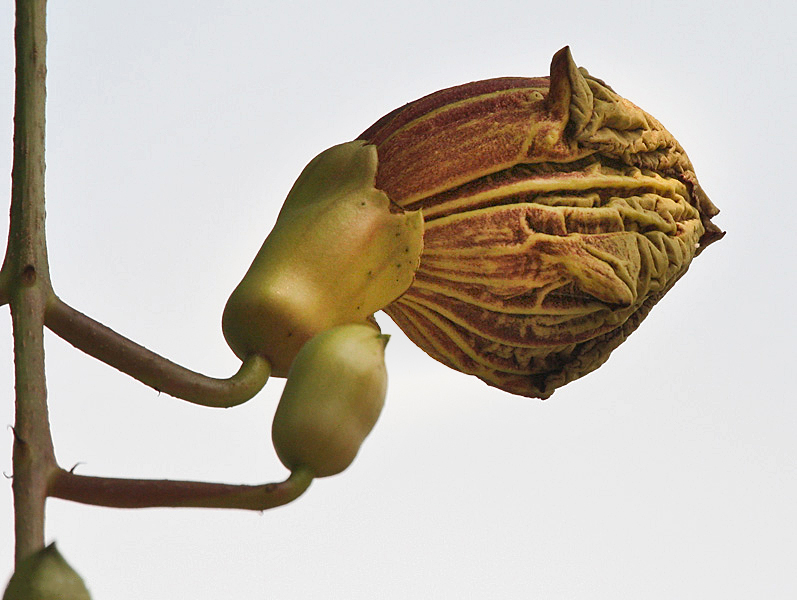
蕾(インド、コルカタ)
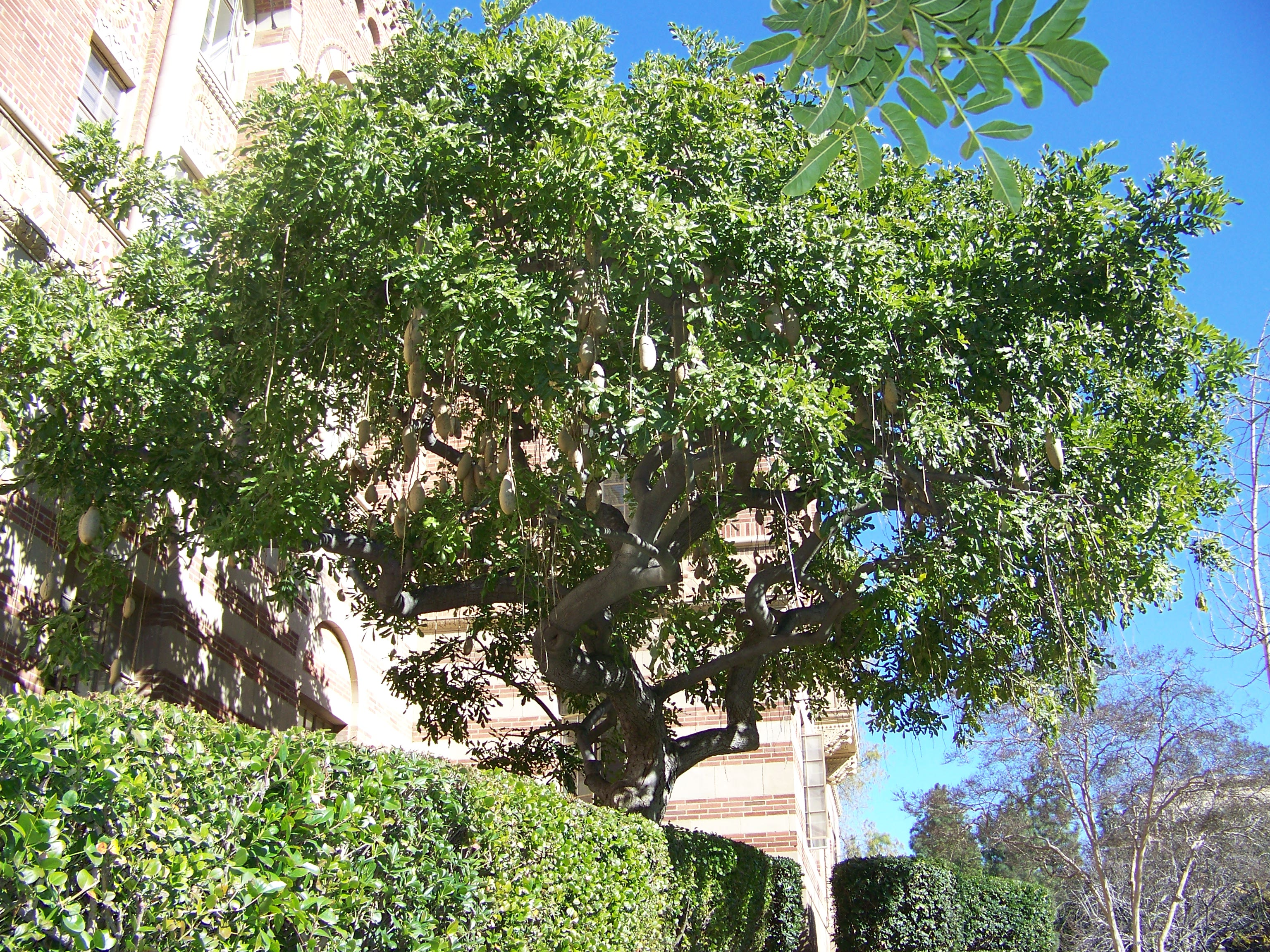
樹(ロサンゼルス、UCLAキャンパス)
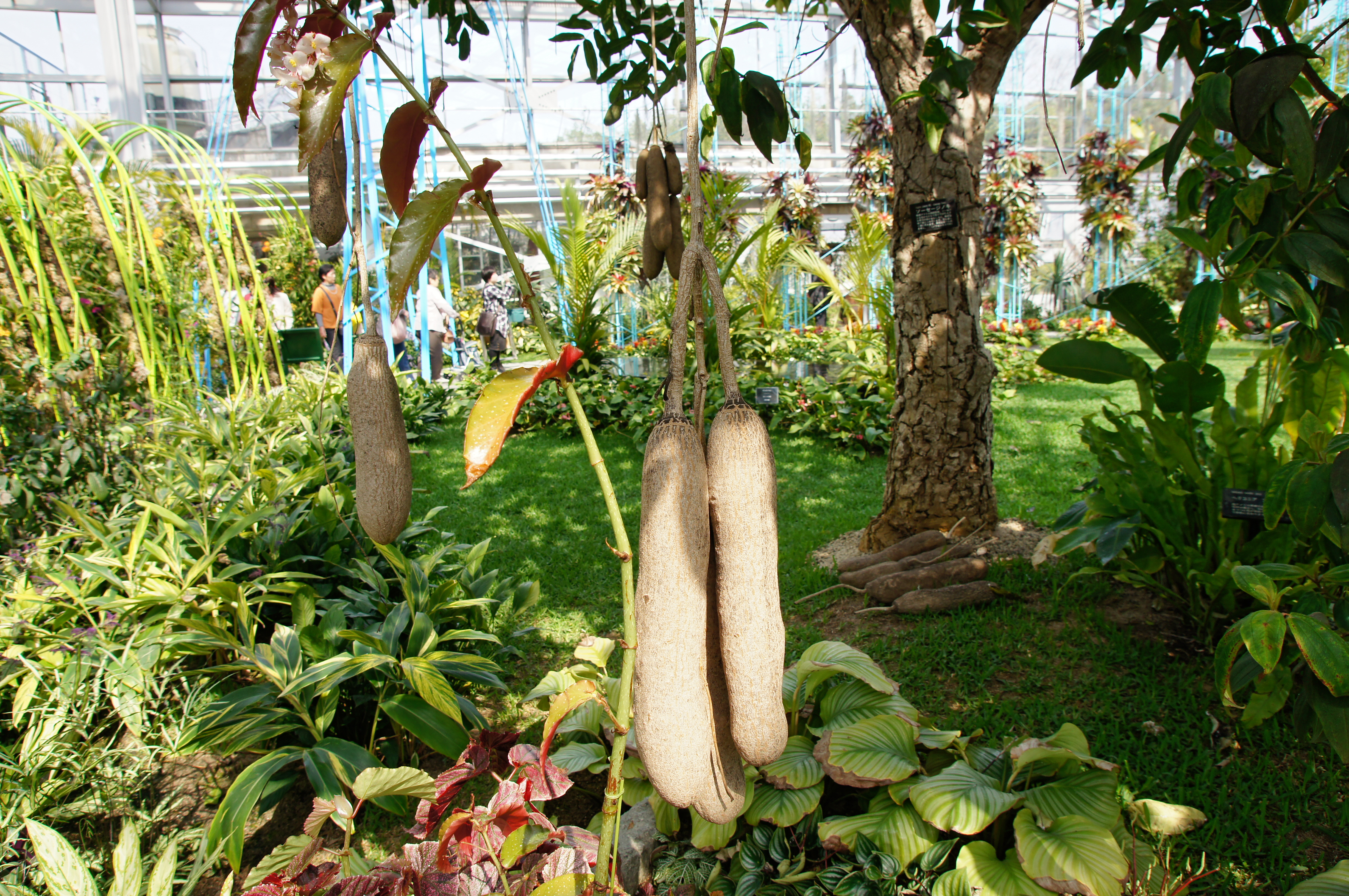
果実（兵庫県立フラワーセンター）
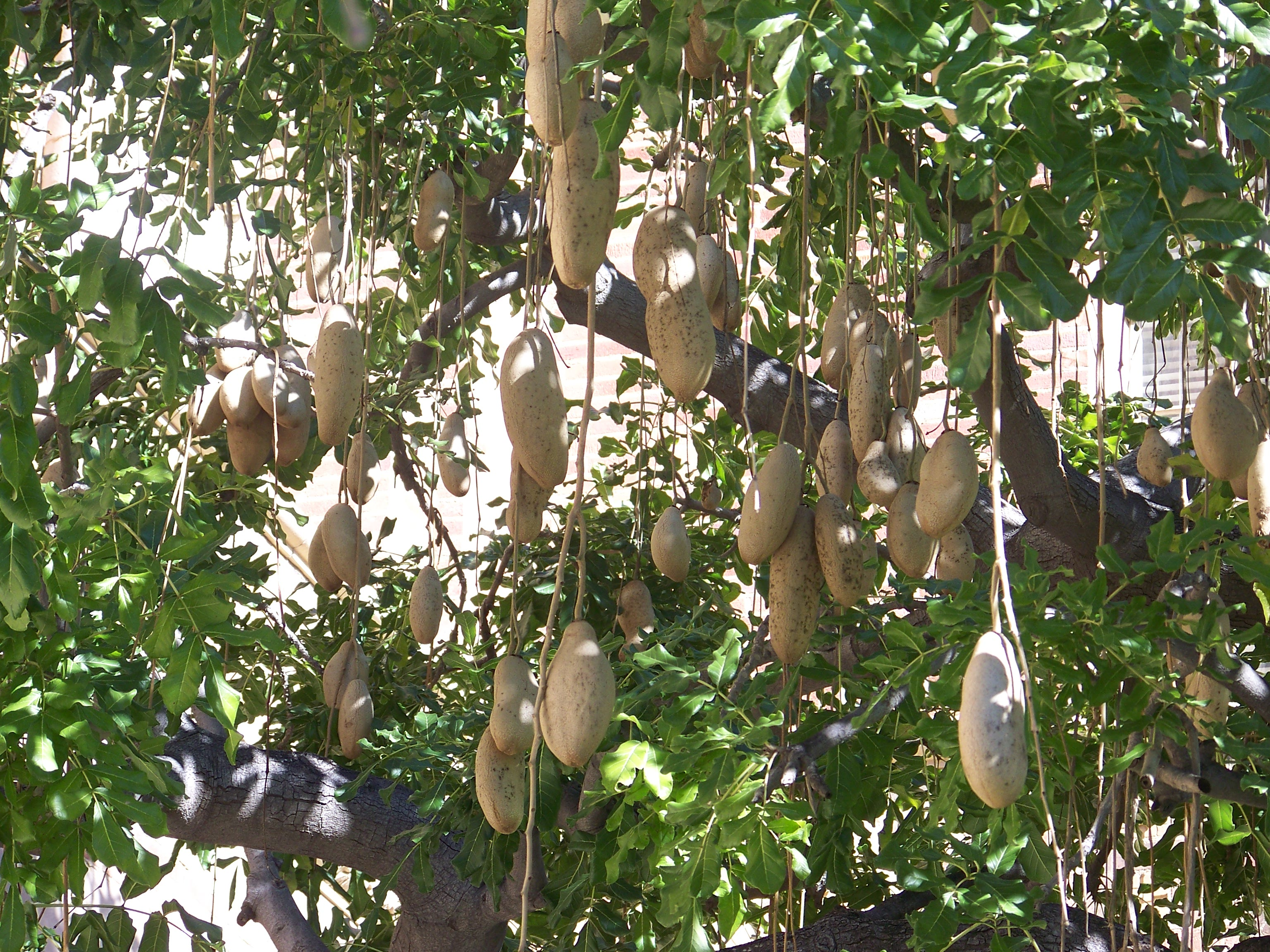
果実(ロサンゼルス、UCLAキャンパス)
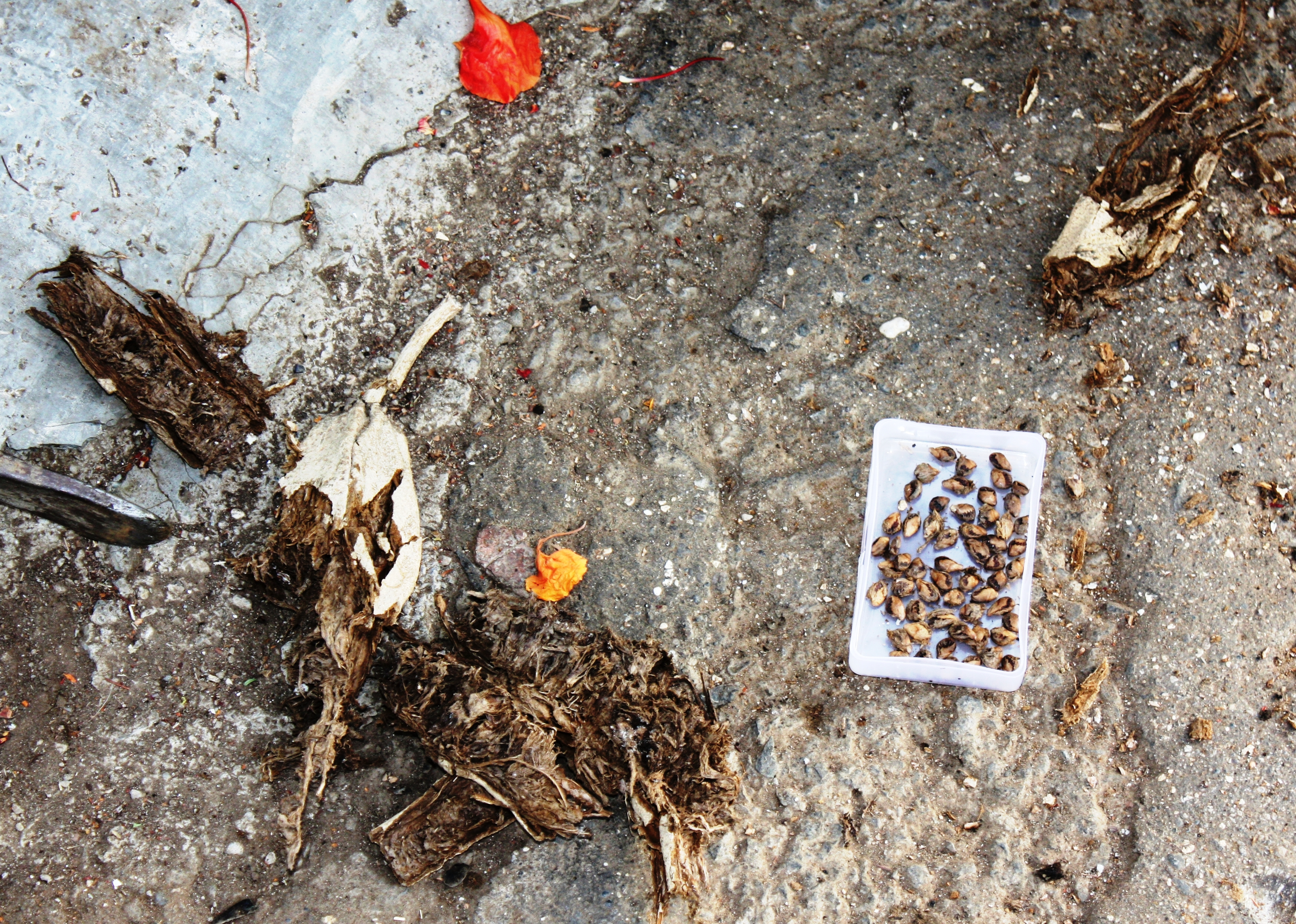
果実の殻と種子。